# 岩辺季貴
岩辺 季貴（いわべ すえたか、1872年2月17日（明治5年1月9日） - 1955年（昭和30年）4月24日）は、日本の海軍軍人。最終階級は海軍中将。海機1期。正四位勲二等功四級。

## 経歴
熊本県下益城郡小川町（現在の宇城市）生まれ。1894年（明治27年）10月、海軍機関学校卒業後、機関士候補生として高千穂に乗組み日清戦争に従軍する。1899年（明治32年）3月、ドイツより購入した八雲の回航委員として出発する。
1904年（明治37年）2月、八島分隊長として日露戦争に出征、ついで1905年（明治38年）1月、海軍機関少監に進み、八重山機関長に転じる。1906年（明治39年）1月、海軍機関少佐に進級する。1907年（明治40年）には岩辺知言（元小川小学校校長、元小川町長）の養子になる。
1919年（大正8年）6月、海軍機関少将に昇進し、聯合艦隊機関長と第一艦隊機関長を兼任する。同年12月横須賀鎮守府機関長に就任。1923年（大正12年）12月、海軍機関中将に進み、1924年（大正13年）2月、予備役となる。1939年（昭和14年）2月、退役。予備役後は、読書と謡曲を趣味とした。
1947年（昭和22年）11月28日、公職追放仮指定を受けた。